# Etta Haynie Maddox

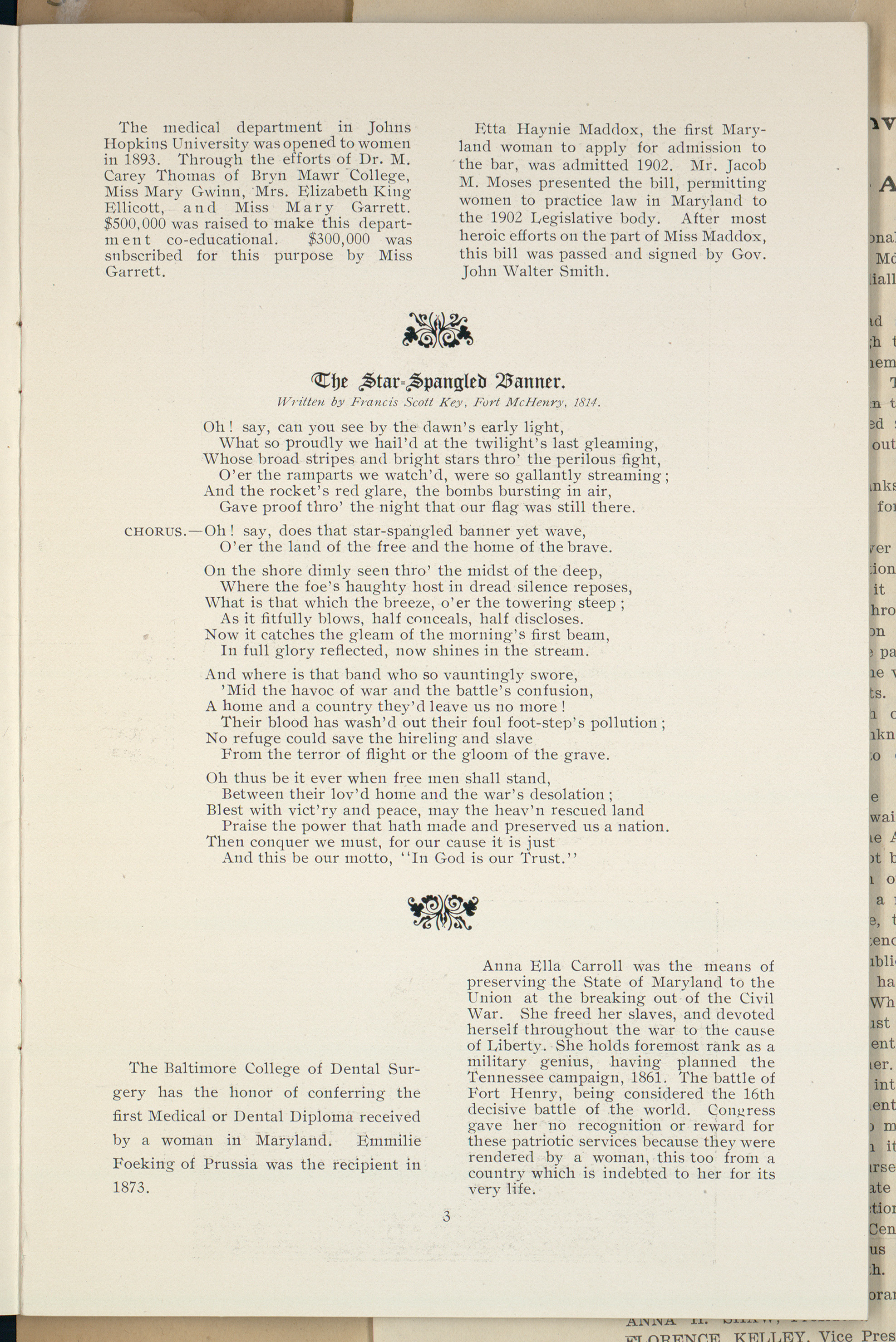
Maddox se menciona entre los primeros históricos en el folleto de la Convención de Sufragio, Baltimore, 1906.

Henrietta Haynie Maddox (6 de enero de 1860 - 19 de febrero de 1933) fue una cantante, abogada y sufragista. Maddox fue la primera mujer en Maryland con licencia para practicar leyes en 1902.  
Maddox luchó por los derechos de las mujeres para que pudieran tomar el examen de barra y practicar leyes en el estado de Maryland. Fue una cantante exitosa que estudió en el Conservatorio de Música Peabody antes de comenzar una segunda carrera como abogada. Fue cofundadora de la Asociación de Sufragios de Mujeres de Maryland en 1894 e hizo campaña por el mismo salario al hacer el mismo trabajo que los hombres. Maddox escribió el primer proyecto de ley de sufragio de Maryland presentado a la Asamblea General el 23 de febrero de 1910.

## Temprana edad y educación
Maddox Nació en Baltimore, Maryland y aunque su fecha exacta de nacimiento es desconocida  es más a menudo grabado tan 6 de enero de 1860. Sus padres eran John  T. Maddox, un magistrado de Baltimore local y Susanna Moore. Ambos de sus dos hermanas, Emma Maddox Funck y Margaret Un. Maddox Estuvo cumplido suffragists también. Atienda Instituto Hembra Oriental y graduado en 1873 antes de estudiar voz en el Peabody Conservatory de Música. [La cita necesitada] Maddox era independiente-importado y empezó recorrer el país como vocalista en 1875. Durante este tiempo sea ya implicada en el movimiento de sufragio local y sus colegas le animaron para aplicar a escuela de ley. Maddox Estuvo determinado para atender Escuela de Ley de la Baltimore y exitosamente graduado en 1901. Sea la primera mujer  para atender Escuela de Ley de la Baltimore y la mujer única en su clase.

## Carrera
Como vocalista mezzo-soprano, Maddox actuó durante muchos años en todo el país, incluso como vocalista principal de Marine Band. Actuó y dirigió en coros locales de la iglesia de Baltimore y ofreció lecciones de canto. También solía cantar en la apertura de las reuniones del club de sufragio.
La Escuela de Leyes de Baltimore aceptó su primera clase de estudiantes en 1900. Maddox fue la única mujer en una clase de 13 estudiantes. Maddox declaró en un artículo al Baltimore Sun que quedó fascinada por el estudio del derecho. Se graduó como una académica notable. Sin embargo, como mujer no se le permitió tomar el examen de la barra o practicar leyes de acuerdo con los estatutos de Maryland en 1901.

## Derecho de las mujeres a practicar leyes
La ley en este momento no permitía que las mujeres tomaran el examen de abogacía o practicaran la ley sobre la base de que el estatuto aplicable; la Ley de 1898, permitía a los hombres practicar la ley mientras excluían a las mujeres. La práctica del derecho no se consideraba legalmente un derecho natural dado y, particularmente en las leyes de propiedad de Maryland prohibían que las mujeres casadas participen en diversas formas de empleo solo unos años antes. Aunque esta sección de la ley cambió y Maddox no estaba casada, todavía no se esperaba que una mujer eligiera convertirse en abogada en la medida de tomar el examen de la barra y ejercer como abogada con licencia completa. Maddox solicitó a la corte de apelaciones que le permitiera tomar el examen de la barra, pero su solicitud fue denegada.
Justo antes de que Maddox presentara el tema ante la legislatura, 37 estados ya habían aprobado leyes que permitían a las mujeres tomar el examen de la barra a fines del siglo XIX. Maddox llevó su caso a la legislatura estatal, donde fue presentado por el senador estatal Jacob M. Moses y fue firmado por el gobernador de Maryland John Walter Smith en 1902. De este modo, Maddox se convirtió en la primera mujer en Maryland en tener permiso para tomar el examen de la barra y obtener la licencia que le permitía practicar leyes.
Maddox estableció una práctica privada y manejó los reclamos de testamento y patrimonio. Además, practicaba derecho familiar y servía a mujeres en circunstancias socioeconómicas bajas. Sus colegas de sufragio en la Asociación de Sufragio de Maryland le otorgaron una medalla por sus logros como la primera abogada en Maryland y por su lucha por las promulgaciones legales clave a nivel estatal que permitirían a las mujeres en el futuro convertirse en abogadas. 

## Activismo de sufragio
Maddox y su hermana, Emma Maddox Funck, habían estado participando en el movimiento de sufragio mucho antes de que ella decidiera convertirse en abogada y ganar el derecho de las mujeres de Maryland a ejercer la abogacía. Ambas estuvieron involucrados en la Asociación de Sufragio de Maryland en 1894. Maddox estuvo particularmente involucrada en una variedad de roles, incluyendo la presidencia de trabajo legislativo y secretaria correspondiente. Maddox era conocida por asistir a casi todas las audiencias de casos de sufragio durante las sesiones de la Asamblea General comenzaron en 1908 durante un período de años. Este estudio de jueces individuales en el banquillo puede haber perfeccionado sus habilidades legales que conducen a una estrategia más informada al acercarse a la corte.
Maddox es también reconocida por escribir el primer proyecto de ley de sufragio presentado a la legislatura de Maryland el 23 de febrero de 1910. Ella dirigió la audiencia en apoyo del sufragio para su estado junto con otros sufragistas prominentes en el movimiento. Los líderes y oradores se vieron reforzados por la presencia de 400 sufragistas en la audiencia. Los oradores que ensalzaron los beneficios del sufragio para Marylanders incluyeron a su hermana, Emma Maddox Funck, la reverenda Anna Howard Shaw y el reverendo Dr. John Roach Straton. Las palabras del reverendo Shaw sobre las mujeres que ingresaron a la fuerza laboral cuando comenzó el siglo XX fueron particularmente poderosas. No obstante, el proyecto de ley se presentó al mes siguiente. Pero el hecho de que la legislatura no aprobara un proyecto de ley de sufragio no impidió que Maddox continuara luchando por el cambio en Maryland. 